# Первое прусское восстание
Первое прусское восстание (пол. I powstanie pruskie) — восстание прусских племен под предводительством померанского князя Святополка против владычества Тевтонского ордена в 1242—1249 годах.

## История
Весной 1242 года прусские племена подняли восстание против тевтонских крестоносцев, стремившихся захватить и подчинить своей власти всю Пруссию. Восстание фактически возглавил восточно-поморский князь Святополк Великий. Он укрепил свои крепости на берегах Вислы, стал взимать пошлины с судов ордена, захватывал немецкие суда на Висле, а позже приостановил всю навигацию, что отрезало замки крестоносцев от снабжения. Вначале восставшие пруссы опустошили орденские владения (Вармию, Бартию, Погезанию и Натангию), где захватили и разрушили все орденские замки, истребив в них всех рыцарей и христиан. Уцелели только замки Бальга и Эльбинг. Затем повстанцы разорили Помезанию и Кульмскую землю, где также разрушили все замки и поселки крестоносцев. Устояли три замка — Торунь, Кульм и Реден. Согласно орденскому хронисту Петру из Дусбурга, «они убили 4 тысячи, так что вся земля Прусская казалась обагренной кровью христианской».
В декабре 1241 года крестоносцы осадили и взяли поморский замок Сартовице, принадлежавший Святополку. Зимой этого же года Святополк, соединившись с отрядами восставших пруссов, осадил Сартовице. Осада замка продолжалась в течение пяти недель. Во время осады поморский князь совершил разорительный набег на Кульмскую землю, во время которого он потерпел поражение от крестоносцев под командованием маршала Дитриха фон Бернхейма. В сражении погибло 900 воинов Святополка. Осажденные рыцари сделали вылазку из Сартовице и нанесли второе поражение поморскому князю.
Летом 1242 года Святополк с прусско-померанским войском вторгся в орденские владения и сильно опустошил Кульмскую землю. Нападение произошло после сражения под Кульмом 15 июня 1242 года, в котором Святополк одержал победу.
В августе 1242 года Тевтонский орден заключил союзный договор с польскими князьями Казимиром Куявским, Болеславом и Пшемыславом Великопольскими о совместной борьбе против Святополка Померанского. Крестоносцы с союзными польскими князьями вторглись во владения Святополка и захватили замок Накло. Оттуда союзники выступили вглубь Померании, где крестоносцы «… что можно было предать огню, они сжигали и, убив многих и захватив женщин и детей, вернулись с огромной добычей …».
В конце 1242 года Святополк вынужден был заключить мирный договор с Тевтонским орденом. Померанский князь уступил тевтонским рыцарям свой замок Сартовице и отдал им в заложники своего старшего сына Мстивоя. Святополк обязался помогать крестоносцам в их борьбе против прусских язычников.
В 1243 году Святополк возобновил войну против Тевтонского ордена. Вместе с пруссами и судовами он собрал большое войско, с которым опустошил Кульмскую землю. В битве у озера Рензен Святополк одержал победу над крестоносцами. Вскоре он осуществил новое нападение на Кульмскую землю, во время которого рыцари нанесли поражение поморам и пруссам в битве под Кульмом. Князь со всеми людьми своими бежал к Висле, где во время переправы «… кроме Святополка и немногих других, утонули все те, кто отступал с ним …».
В мае 1244 года тевтонским рыцарям стала пребывать военная помощь из Бранденбургской марки, Мейсена, Тюрингии и Австрии. Князь Святополк Померанский, встревоженный и напуганный прибытием подкреплений на помощь крестоносцам, возобновил прежний мирный договор с орденом. Но через несколько месяцев Святополк нарушил мир и с войском напал на владения князя Казимира Куявского (союзника Ордена), где убил и взял в плен много жителей. Также Святополк построил на Висле два замка Зантир и Швец, чтобы перекрыть проход судов по Висле. В ответ тевтонские крестоносцы также построили ряд замков. Орденский ландмейстер Поппо фон Остерна и князь Казимир Куявский с объединенными силами осадили замок Швец, но не смогли взять его штурмом. Инициатива постепенно переходит в руки тевтонских рыцарей. Святополк с войском попытался взять штурмом Эльбинг, но потерпел неудачу. В сражении на реке у замка Зантир рыцари на трех кораблях разбили флотилию князя Святополка из двадцати судов. Магистр Поппо фон Остерн нанес поражение Святополку в битве под замком Швец.
Папа римский Иннокентий IV в 1245 году трижды провозгласил крестовые походы против прусских язычников. В 1246 году ландмейстер Тевтонского ордена Поппо фон Остерна предпринял большой разорительный поход на Померанию. Орденское войско, усиленное отрядами крестоносцев из Европы и князя Казимира Куявского, в течение девяти дней сильно опустошил Померанию. Князь Святополк Померанский, собрав большие силы из помор и пруссов, двинулся в погоню за отступающими противником. В кровопролитном сражении крестоносцы одержали победу над превосходящими силами противника. Святополк потерял убитыми 1500 человек.
После этого поражения Святополк Померанский «… как кроткий агнец, потупив взор и лицем до земли, смиренно просил братьев, чтобы они, как обычно, благоволили принять его с благосклонным милосердием …». Было заключено третье перемирие между Померанией и Тевтонским орденом.
В 1247 году новый ландмейстер Тевтонского ордена Генрих фон Вейда (1247—1255) нарушил перемирие с пруссами и, собрав тевтонских и европейских рыцарей, предпринял поход на Помезанию, где взял штурмом замок Кишпорк, переименованный им в Христбург. В ответ Святополк начал партизанскую войну против крестоносцев и «не раз вредил братьям, тайком грабил людей братьев, одних убивал, других уводил в плен и по-разному досаждал им». Затем Святополк, собрав силы, вторгся во владения князя Казимира Куявского (союзника Ордена), которые были полностью разорены. После этого Святополк с поморско-прусским войском осадили и захватил замок Кишпорк-Христбург. Крестоносцы, видя его стратегическое значение, отстроили его в другом месте.
2 февраля 1249 году был заключен Христбургский мирный договор между прусскими племенами и Тевтонским орденом. Прусские племена обязались вернуться в христианство, окончательно отказаться от язычества, платить десятину и участвовать в военных походах тевтонских крестоносцев. В обмен пруссы получали личную свободу, право наследования имущества, а также получили равноправие с немецкими колонистами. Этот договор касался только тех пруссов, которые подчинились Ордену — жителей Помезании, Натангии и северной части Вармии.
В ноябре 1249 года тевтонские крестоносцы из Балги и Эльбинга напали на Натангию, разорили её огнем и мечом. Но при отступлении «… пруссы осадили их …», взяли заложников и, потом их убив, «… напали на остальных и убили 54 брата и всех других …».
В 1251—1252 годах на помощь рыцарям в Пруссию прибыли из Германии маркграф Оттон III Бранденбургский, епископ Генрих I Мерзебургский и граф Генрих Шварцбургский со своими отрядами, «… каждый из которых грозно пересек границы упомянутых вероотступников, чтобы разрушать огнем и мечом, убивать и разорять, пока не уничтожат совсем, чтобы после они уже не смогли бы оправиться …». К 1253 году пруссы из Помезании, Погезании, Вармии, Натангии и Бартии вернулись к христианству и, предоставив заложников, вновь подчинились верховной власти тевтонских рыцарей-крестоносцев. Святополк, князь Померанский, «изнуренный битвами и потерями, не в силах долее оказывать отпор братьям, до самого конца жизни своей неукоснительно соблюдал договор между ним и братьями, составленный Яковом, архидиаконом модийским, после ставшим папой Урбаном IV».